# Robert Wichard Pohl

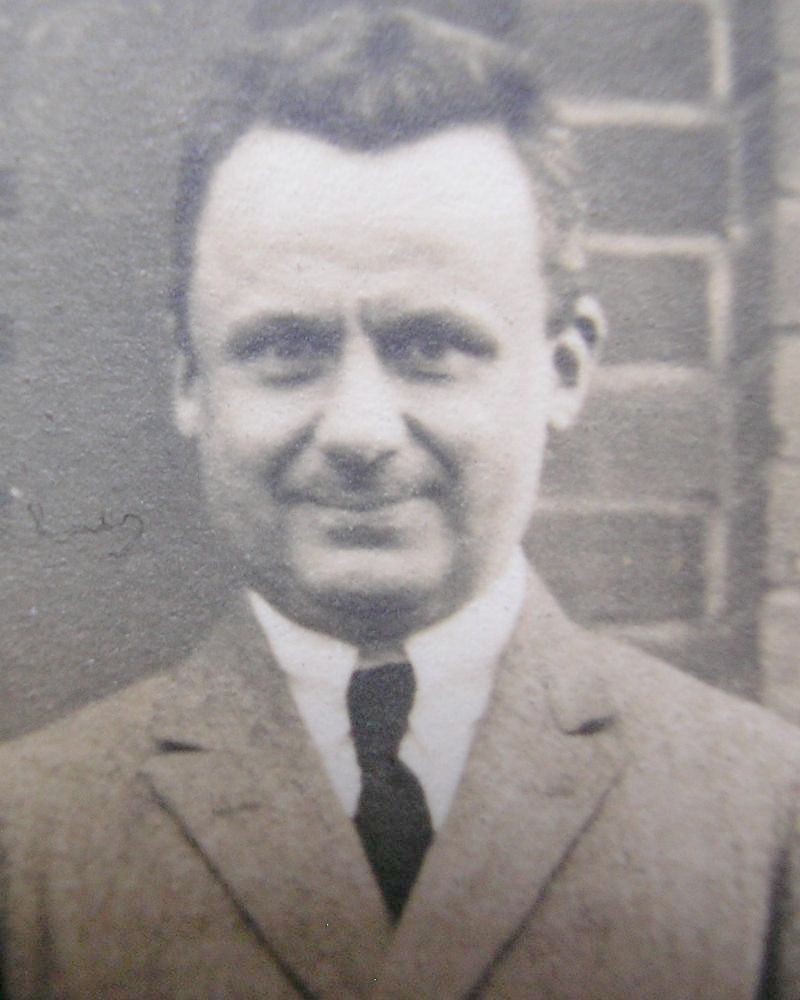
Robert Wichard Pohl, Gotinga 1923

Robert Wichard Pohl (10 de agosto de 1884, Hamburgo - 5 de junio de 1976, Gotinga) fue un físico alemán. 

## Obra científica

Rueda de Pohl: un péndulo rotativo (2) acoplado sobre un resorte en espiral (3) con una estimulación variable (1). El giro es controlado por un freno electromagnético (4). Es usado para demostrar "movimiento caótico" como también "oscilaciones armónicas.

En 1938 Robert Pohl y Rudolf Hilsch, de la Universidad de Gotinga, construyeron un amplificador de estado sólido utilizando sal como semiconductor.
- Mechanik, Akustik, Wärme, 1911
- Robert Pohl: Die Physik der Röntgenstrahlen, Hábil., Vieweg, Braunschweig, 1912
- Robert Pohl & Peter Pringsheim: Die lichtelektrischen Erscheinungen, Vieweg, Braunschweig, 1914
- Elektrizitätslehre, 1927
- Optik, 1940